# 오픈플로
오픈플로(OpenFlow)는 네트워크를 경유하는 네트워크 스위치나 라우터의 포워딩 플레인에 접근 권한을 제공하는 통신 프로토콜이다.

## 개요
오픈플로는 네트워크 컨트롤러가 스위치망을 통해 네트워크 패킷의 경로를 정의할 수 있게 한다. 컨트롤러는 스위치와는 구별한다.
오픈플로 프로토콜은 전송 제어 프로토콜(TCP) 위에 계층화되며, 전송 계층 보안(TLS)의 이용을 규정한다. 컨트롤러는 연결 설정을 하려는 스위치에 대하여 TCP 포트 6653을 리스닝하고 있어야 한다. 초기 버전의 오픈플로는 비공식적으로 6633 포트를 사용했다.

## 역사
사용자 주도의 단체인 오픈 네트워킹 재단(ONF)은 소프트웨어 정의 네트워킹(SDN)의 채택을 장려하고 오픈플로 표준을 관리하는 일에 헌신했다. ONF는 오픈플로를 SDN 구조의 제어 및 포워딩 계층 간의 최초의 표준 통신 인터페이스로 정의한다.

## 같이 보기
- 소프트웨어 정의 네트워킹